# Keiichi Kitagawa
Keiichi Kitagawa (北川圭一?, Kitagawa Keiichi; Kyoto, 24 marzo 1967) è un pilota motociclistico giapponese ritiratosi dall'attività agonistica.

## Carriera
Giunge secondo nel campionato All Japan Road Race del 1993. Nel 1998 vince una gara nel campionato mondiale Superbike a Sugo come wildcard a bordo di una Suzuki GSX-R750, ottenendo il 16º posto finale.
Nel 1995 è giunto 17º con la Kawasaki ZXR750 con un 4º posto come miglior risultato. Nel 2000 giunge secondo nella 8 ore di Suzuka, in coppia con Akira Ryō.
Nel 2004, 2005 e 2006 ha vinto il Bol d'Or, nel 2005 e 2006 si laurea campione mondiale endurance con la GSX-R1000 del team Suzuki Castrol (nel 2006 insieme ai compagni di squadra: Matthieu Lagrive e Vincent Philippe).
Per quanto riguarda il motomondiale, l'unica sua apparizione risale al Gran Premio motociclistico del Giappone 1998, corso in qualità di wild card in sella ad una Suzuki RGV Γ 500 del team Suzuki Grand Prix, senza riuscire peraltro a terminare la gara.

## Risultati in gara

### Campionato mondiale Superbike
| 1991 | Moto     |  |  |  |  |  |  |  |  |  |  |  |  |  |  |     |     |  |  |  |  |  |  |  |  |  |  | Punti | Pos. |
| ---- | -------- |  |  |  |  |  |  |  |  |  |  |  |  |  |  | --- | --- |  |  |  |  |  |  |  |  |  |  | ----- | ---- |
| 1991 | Kawasaki |  |  |  |  |  |  |  |  |  |  |  |  |  |  | Rit | Rit |  |  |  |  |  |  |  |  |  |  | 0     |      |

| 1992 | Moto     |  |  |  |  |  |  |  |  |  |  |  |  |  |  |  |  |   |   |  |  |  |  |  |  |  |  | Punti | Pos. |
| ---- | -------- |  |  |  |  |  |  |  |  |  |  |  |  |  |  |  |  | - | - |  |  |  |  |  |  |  |  | ----- | ---- |
| 1992 | Kawasaki |  |  |  |  |  |  |  |  |  |  |  |  |  |  |  |  | 7 | 7 |  |  |  |  |  |  |  |  | 18    | 30º  |

| 1993 | Moto     |  |  |  |  |  |  |  |  |  |  |  |  |  |  |  |  |   |   |  |  |  |  |  |  |  |  | Punti | Pos. |
| ---- | -------- |  |  |  |  |  |  |  |  |  |  |  |  |  |  |  |  | - | - |  |  |  |  |  |  |  |  | ----- | ---- |
| 1993 | Kawasaki |  |  |  |  |  |  |  |  |  |  |  |  |  |  |  |  | 2 | 2 |  |  |  |  |  |  |  |  | 34    | 20º  |

| 1994 | Moto     |  |  |     |   |  |  |  |  |  |  |  |  |     |   |  |  |  |  |  |  |  |  |  |  |  |  | Punti | Pos. |
| ---- | -------- |  |  | --- | - |  |  |  |  |  |  |  |  | --- | - |  |  |  |  |  |  |  |  |  |  |  |  | ----- | ---- |
| 1994 | Kawasaki |  |  | Rit | 5 |  |  |  |  |  |  |  |  | Rit | 3 |  |  |  |  |  |  |  |  |  |  |  |  | 26    | 24º  |

| 1995 | Moto     |   |    |  |  |  |  |  |  |  |  |  |  |  |  |  |  |   |   |  |  |  |  |  |  |  |  | Punti | Pos. |
| ---- | -------- | - | -- |  |  |  |  |  |  |  |  |  |  |  |  |  |  | - | - |  |  |  |  |  |  |  |  | ----- | ---- |
| 1995 | Kawasaki | 5 | 12 |  |  |  |  |  |  |  |  |  |  |  |  |  |  | 4 | 6 |  |  |  |  |  |  |  |  | 38    | 17º  |

| 1996 | Moto   |  |  |  |  |  |  |  |  |  |  |  |  |  |  |  |  |    |    |  |  |  |  |  |  |  |  | Punti | Pos. |
| ---- | ------ |  |  |  |  |  |  |  |  |  |  |  |  |  |  |  |  | -- | -- |  |  |  |  |  |  |  |  | ----- | ---- |
| 1996 | Suzuki |  |  |  |  |  |  |  |  |  |  |  |  |  |  |  |  | 12 | 10 |  |  |  |  |  |  |  |  | 10    | 30º  |

| 1997 | Moto   |  |  |  |  |  |  |  |  |  |  |  |  |  |  |  |  |  |  |  |  |   |     |  |  |  |  | Punti | Pos. |
| ---- | ------ |  |  |  |  |  |  |  |  |  |  |  |  |  |  |  |  |  |  |  |  | - | --- |  |  |  |  | ----- | ---- |
| 1997 | Suzuki |  |  |  |  |  |  |  |  |  |  |  |  |  |  |  |  |  |  |  |  | 4 | Rit |  |  |  |  | 13    | 32º  |

| 1998 | Moto   |  |  |  |  |  |  |  |  |  |  |  |  |  |  |  |  |  |  |  |  |  |  |   |   |  |  | Punti | Pos. |
| ---- | ------ |  |  |  |  |  |  |  |  |  |  |  |  |  |  |  |  |  |  |  |  |  |  | - | - |  |  | ----- | ---- |
| 1998 | Suzuki |  |  |  |  |  |  |  |  |  |  |  |  |  |  |  |  |  |  |  |  |  |  | 1 | 5 |  |  | 36    | 16º  |

| 1999 | Moto   |  |  |  |  |  |  |  |  |  |  |  |  |  |  |  |  |  |  |  |  |  |  |  |  |   |   | Punti | Pos. |
| ---- | ------ |  |  |  |  |  |  |  |  |  |  |  |  |  |  |  |  |  |  |  |  |  |  |  |  | - | - | ----- | ---- |
| 1999 | Suzuki |  |  |  |  |  |  |  |  |  |  |  |  |  |  |  |  |  |  |  |  |  |  |  |  | 4 | 3 | 29    | 22º  |

| 2000 | Moto   |  |  |  |  |   |   |  |  |  |  |  |  |  |  |  |  |  |  |  |  |  |  |  |  |  |  | Punti | Pos. |
| ---- | ------ |  |  |  |  | - | - |  |  |  |  |  |  |  |  |  |  |  |  |  |  |  |  |  |  |  |  | ----- | ---- |
| 2000 | Suzuki |  |  |  |  | 6 | 8 |  |  |  |  |  |  |  |  |  |  |  |  |  |  |  |  |  |  |  |  | 18    | 31º  |

| Legenda | 1º posto        | 2º posto            | 3º posto           | A punti      | Senza punti        | Grassetto – Pole position Corsivo – Giro più veloce |
| Legenda | Gara non valida | Non qual./Non part. | Ritirato/Non class | Squalificato | '-' Dato non disp. | Grassetto – Pole position Corsivo – Giro più veloce |

### Motomondiale
| 1998 | Classe | Moto   |     |  |  |  |  |  |  |  |  |  |  |  |  |  |  | Punti | Pos. |
| ---- | ------ | ------ | --- |  |  |  |  |  |  |  |  |  |  |  |  |  |  | ----- | ---- |
| 1998 | 500    | Suzuki | Rit |  |  |  |  |  |  |  |  |  |  |  |  |  |  | 0     |      |

| Legenda | 1º posto        | 2º posto            | 3º posto            | A punti      | Senza punti        | Grassetto – Pole position Corsivo – Giro più veloce |
| Legenda | Gara non valida | Non qual./Non part. | Ritirato/Non class. | Squalificato | '-' Dato non disp. | Grassetto – Pole position Corsivo – Giro più veloce |